# Verdampingsmeter

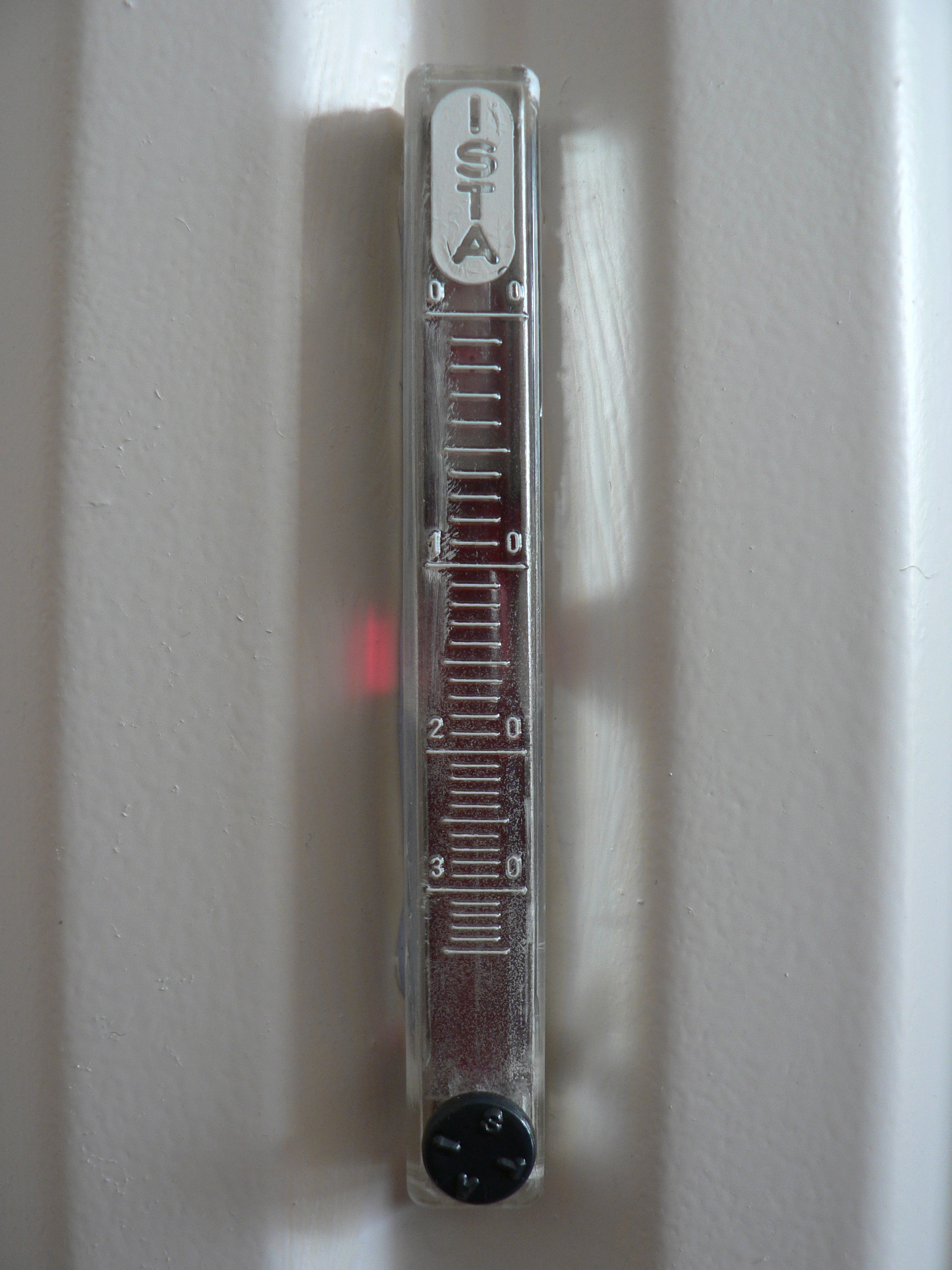
de verdampingsbuisjes worden stevig aan de radiator bevestigd

Een verdampingsmeter is een met een vloeistof gevuld buisje dat is bevestigd aan de radiator van de centrale verwarming. De hoeveelheid verdampte vloeistof (methylbenzoaat) geeft aan hoelang de centrale verwarming heeft aangestaan.
Een nadeel van deze meetmethode is dat er ook verdamping plaatsvindt als de centrale verwarming niet aanstaat. Dit is het geval als het warm weer is, als men kookt of als men deels elektrisch verwarmt.
Deze onrechtstreekse manier van meten wordt gebruikt in oude huizen en appartementen met een gemeenschappelijke verwarmingsketel. De verbruiksverhouding tot andere bewoners bepaalt hoe de stookkosten worden doorberekend (pro rata).

## Foto's

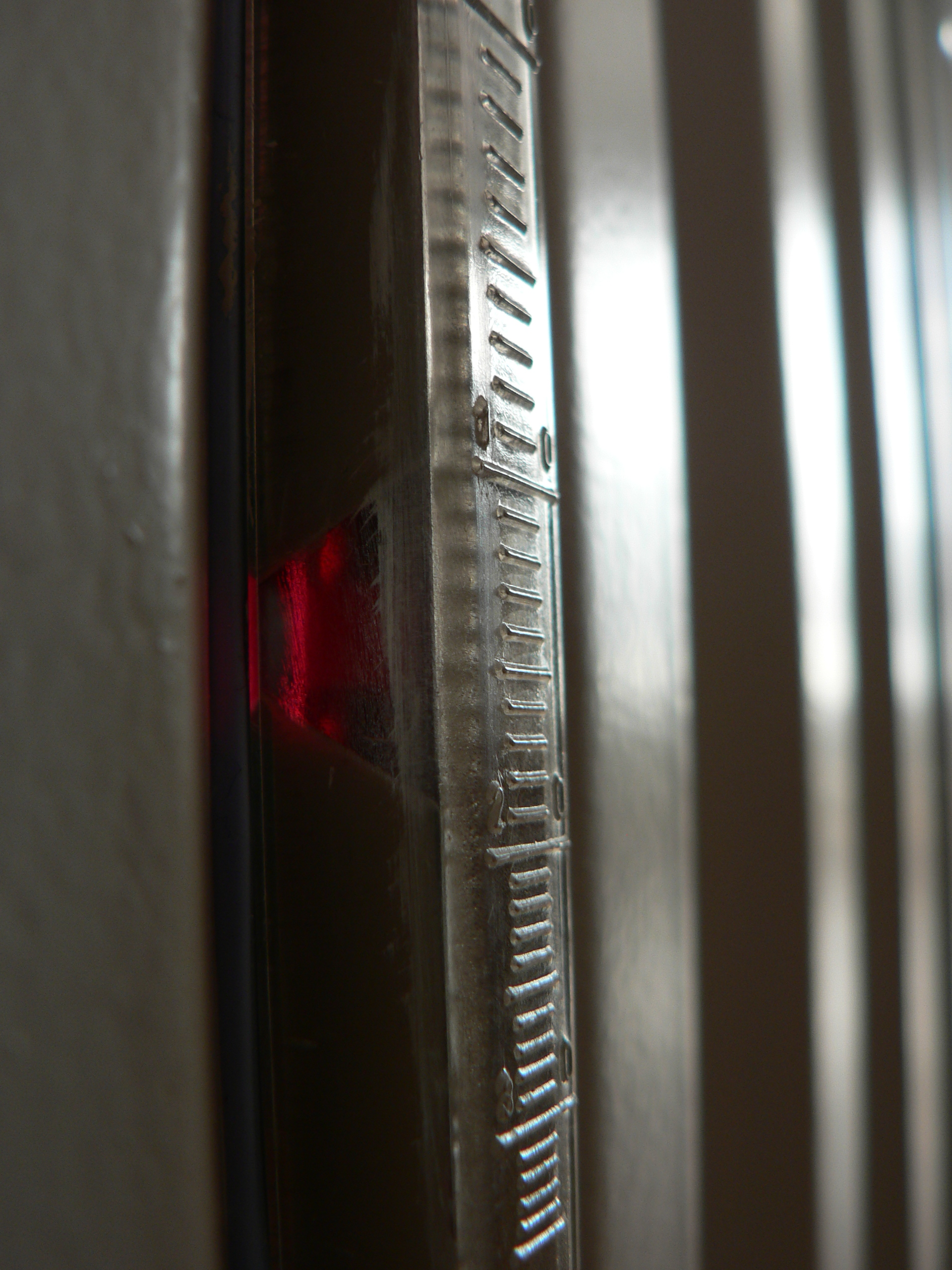
originele rood-paarse verdampingsvloeistof
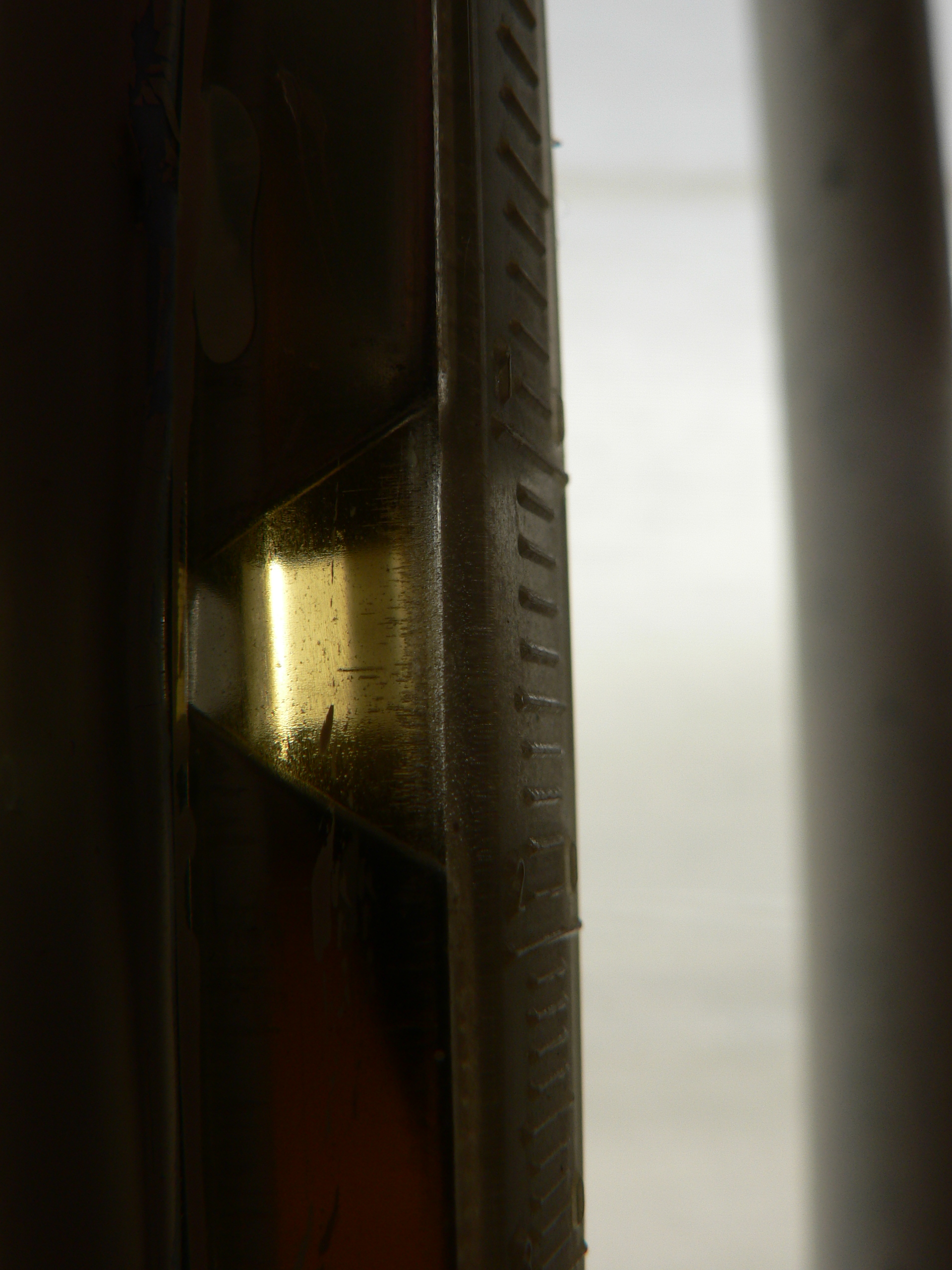
door zonlicht ontkleurde verdampingsvloeistof
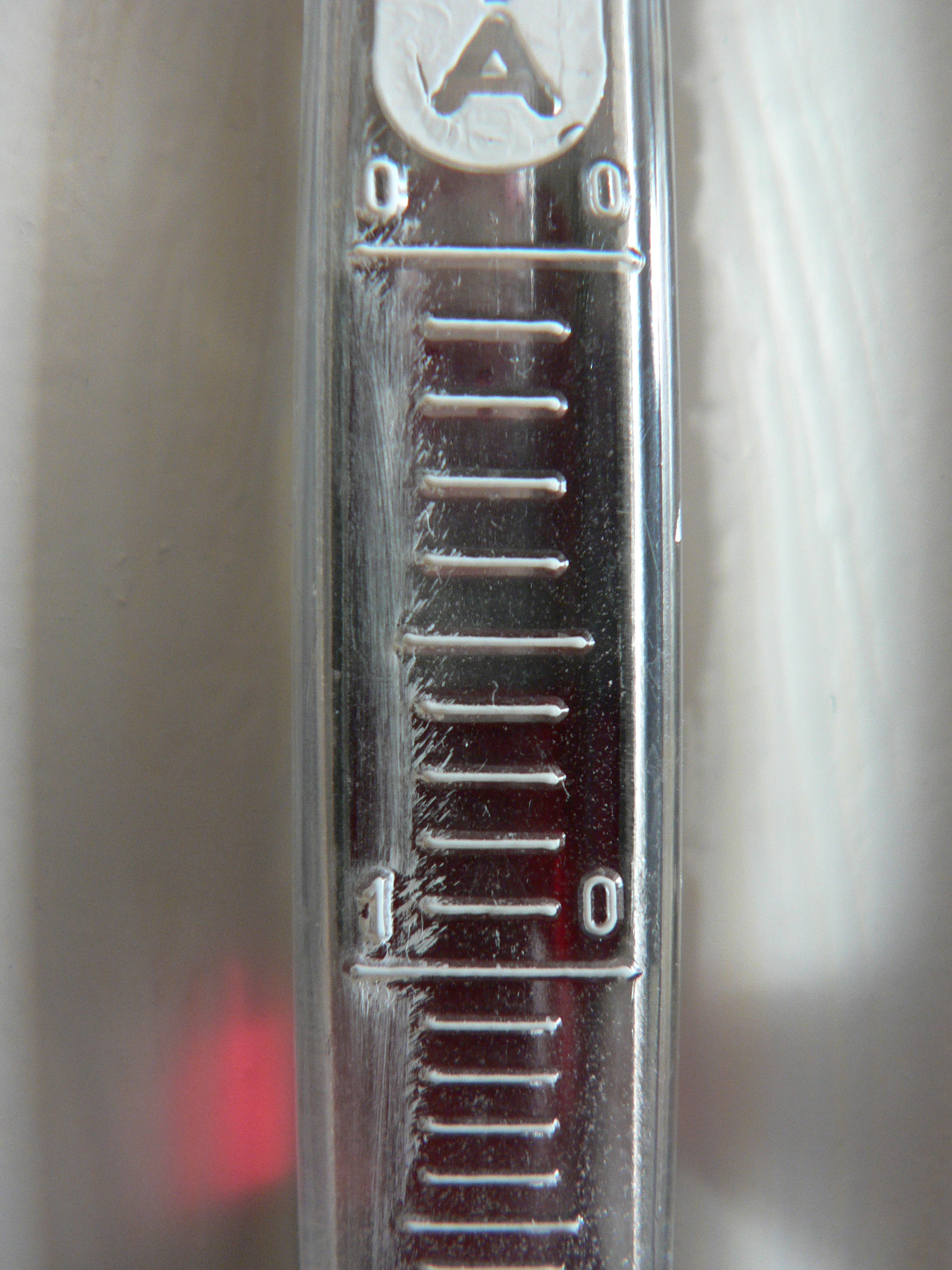
de streepjes op de plastic behuizing worden gebruikt voor de bepaling van de verdampte hoeveelheid